# Psyrassa angelicae
Psyrassa angelicae är en skalbaggsart som beskrevs av Toledo 2006. Psyrassa angelicae ingår i släktet Psyrassa och familjen långhorningar. Inga underarter finns listade i Catalogue of Life.